# Kuma Kuma Kuma Bear
Kuma Kuma Kuma Bear (くまクマ熊ベアー, Kuma Kuma Kuma Beā) est une série de light novel japonais écrite par Kumanano et illustrée par 029. La série débute le 13 octobre 2014 sur le site Shōsetsuka ni narō.
Les droits de la série sont par la suite acquis par Shufu to Seikatsu Sha (ja), qui publie vingt-et-un volumes (avec les volumes 11.5 et 20.5) à partir du 29 mai 2015.
Une adaptation en manga voit le jour en mars 2018. Elle est illustrée par Sergei et publiée sur le site web PASH! Comic de Shufu to Seikatsu Sha (ja). Le manga est assemblé en treize volumes tankōbon à ce jour. Le manga est édité en France par Meian depuis le 21 mai 2021 et compte à ce jour six tomes publiés en français.
Une adaptation en une série télévisée d'animation réalisée par le studio d'animation EMT Squared a été diffusée du 7 octobre au 24 décembre 2020. Une seconde saison est diffusée entre le 3 avril et le 19 juin 2023.

## Synopsis
Yuna, une jeune fille de 15 ans vient de commencer à jouer à un VRMMO. Elle décide de s'isoler du monde extérieur pour jouer à ce jeu. En jouant au jeu, elle reçoit une rare tenue d’ours non transférable et surpuissante. Cependant, cette tenue est bien trop voyante pour Yuna et elle ne peut se permettre de la porter, même en jeu. Tout d'un coup Yuna est téléportée dans une forêt inconnue en portant cette fameuse tenue. Yuna va donc commencer une nouvelle aventure dans ce monde avec son costume d'ours surpuissant.

## Personnages
Yuna (ユナ)
Voix japonaise : Maki Kawase (en)
Yuna est une jeune fille de 15 ans qui vit isolée socialement. Elle s'est isolée à l'âge de douze ans de son propre choix pour jouer autant que possible à World Fantasy Online. Elle décide de profiter de sa nouvelle vie dans un autre monde car elle n'a aucune raison de retourner dans le monde réel.
Dans le jeu, elle possède un costume d'ours avec tout un équipement ayant un rapport avec les ours, cette équipement possède des statistiques hors norme et ainsi même avec un style plus que douteux, elle choisit de revêtir ce costume d'ours.
Elle possède des multitudes de capacités spéciales toutes plus fortes les unes que les autres et elle possède aussi une capacité qui lui permet d'invoquer deux ourses qui s'appellent Kumayuru et Kumakyū.
Fina (フィナ)
Voix japonaise : Azumi Waki (en)
Fina est une fillette de 10 ans et elle réside dans la ville de Crimonia. Sa mère étant atteint d'une grave maladie, elle est contraint de s'occuper de sa famille à un très jeune âge. Ainsi, elle sera très rapidement responsable et mature et s’occupera de sa famille. Comme l'ont noté sa mère et Yuna, Fina possède une maturité anormale pour une fillette de 10 ans.
Noir Foschurose (ノアール・フォシュローゼ, Noāru Foshurōze)
Voix japonaise : Rina Hidaka
Nooa est une fille de 10 ans et une noble qui réside dans la ville de Crimonia. Elle est la petite sœur de Shia Foschurose et la fille de Cliff et Eleanora Foschurose. Elle aime les ours de Yuna plus que tout. Son surnom est "Noa".
Shuri (シュリ, Suri)
Voix japonaise : Miyu Tomita
Shuri est la sœur cadette de Fina et la fille de Tylmina.
Misana Farrengram (ミサーナ・ファーレングラム, Misāna Fārenguramu)
Voix japonaise : Satomi Amano (en)
Misana est la petite-fille de Gran Farrengram. Son surnom est Misa.
Shia Foschurose (シア・フォシュローゼ, Shia Foshurōze)
Voix japonaise : Inori Minase
Shia est une fille de 15 ans et noble qui réside dans la capitale royale. Elle est la sœur aînée de Noa et la fille de Cliff et Eleanora Foschurose. Elle vit actuellement dans la capitale royale avec sa mère et fréquente la Royal Academy, tandis que sa sœur et son père vivent ensemble en Crimonia.
Cliff Foschurose (クリフ・フォシュローゼ, Kurifu Foshurōze)
Voix japonaise : Kōji Yusa
Cliff est le seigneur féodal de Crimonia et le père de Shia et Noa.
Gentz (ゲンツ, Gentsu)
Voix japonaise : Satoshi Tsuruoka
Gentz est un membre du personnel de la Guilde et un résident de Crimonia. Il devient plus tard le beau-père de Fina et Shuri.
Kumakyû (くまきゅう, Kumakyū)
Voix japonaise : Yūko Kurose (ja)
L'ours de compagnie de Yuna avec Kumayuru. C'est un ours de pelage noire avec des yeux bleus et un collier bleu.
Kumayuru (くまゆる)
Voix japonaise : Emi Miyajima
L'ours de compagnie par Yuna avec Kumakyû. C'est un ours de pelage blanc avec des yeux roses et un collier rose.
Milaine (メチレン)
Voix japonaise : Yūko Kurose (ja)
Milaine est une femme réceptionniste de la guilde de Crimonia, elle est généralement la réceptionniste responsable de Yuna.
Eleanora Foschurose (エレノラ・フォシュローズ, Erenora foshurōzu)
Voix japonaise : Yuiko Tatsumi (en)
Eleanora Foschurose est une noble de 33 ans résidant dans la capitale royale avec Shia. Elle est la mère de Noa et Shia et l'épouse de Cliff Foschurose. Même si elle est au début de la trentaine, Yuna la décrit comme quelqu'un qui ne semble n'avoir que la vingtaine. Eleanora est célèbre dans le pays pour sa beauté.
Tylmina (散る皆, Tirumina)
Voix japonaise : Yume Miyamoto (en)
Tylmina est la mère de Fina et Shuri et une résidente de Crimonia. Elle est une figure attentionnée et maternelle et vit dans la pauvreté depuis de nombreuses années. Elle a un grand amour pour sa famille et sa sauveuse Yuna et se sent à jamais reconnaissante envers elle. Après avoir été guérie, elle travaille avec les enfants de l'orphelinat pour vendre leurs œufs de poule.
Roy (ロイ)
Roy est le mari décédé de Tylmina. Gentz, Tylmina et lui étaient dans le même groupe d'aventuriers avant qu'ils dessoudent le groupe car Roy se marie avec Tylmina.
Sanya (三亜)
Voix japonaise : Lynn
Sanya est le chef de la guilde des aventuriers résidant dans la capitale royale. Elle est une elfe et a une petite sœur nommée Ruimin et un petit frère nommé Luca.
Lala (ララ)
Voix japonaise : Saki Ichimura
Lala est une bonne à la résidence des Foschurose.
Gran Farrengram (グレートファレングラム)
Voix japonaise : Atsushi Kōsaka (ja)
Gran est le grand-père de Misana Farrengram résidant à Sheelin. Il est le seigneur féodal de la partie est de la ville de Sheelin, mais plus tard, il gouvernera toute la ville de Sheelin après que la famille Salbert qui gouvernait auparavant la partie ouest de Sheelin se soit fait retirer son statut de noble après l'enlèvement de Misana et de nombreux autres crimes.
Atla (アトラ)
Voix japonaise : Kana Asumi
Atora est le chef de la guilde des aventuriers de la ville de Mireera.
Flora (フローラ, Furōra)
Voix japonaise : Hina Kino
Bô (ボー)
Voix japonaise : Akemi Okamura
Bô est une des responsables de l'orphelinat de Crimonia.
Liz (リズ)
Voix japonaise : Sora Tokui
Liz est l'institutrice de l'orphelinat de Crimonia.
Rondo (ロンド)
Voix japonaise : Hiromichi Tezuka
Rondo est le majordome de la résidence des Foschurose. Il devient après l'incident de l'orphelinat régler le bras droit de Cliff Foschurose.

## Light novel
La série a été publiée pour la première fois en ligne sur le site web Shōsetsuka ni Narō le 13 octobre 2014 par Kumanano. La série a ensuite été acquise par Shufu to Seikatsu Sha (ja), qui a publié le premier volume en tant que light novel sous leur filiale PASH! Books imprint le 29 mai 2015.

### Liste des volumes
| no   | Japonais          | Japonais          |
| no   | Date de sortie    | ISBN              |
| ---- | ----------------- | ----------------- |
| 1    | 29 mai 2015       | 978-4-391-14691-2 |
| 2    | 27 novembre 2015  | 978-4-391-14755-1 |
| 3    | 25 mars 2016      | 978-4-391-14810-7 |
| 4    | 29 juillet 2016   | 978-4-391-14811-4 |
| 5    | 25 novembre 2016  | 978-4-391-14812-1 |
| 6    | 31 mars 2017      | 978-4-391-14947-0 |
| 7    | 28 juillet 2017   | 978-4-391-14948-7 |
| 8    | 22 décembre 2017  | 978-4-391-14949-4 |
| 9    | 30 mars 2018      | 978-4-391-15144-2 |
| 10   | 27 juillet 2018   | 978-4-391-15145-9 |
| 11   | 30 novembre 2018  | 978-4-391-15146-6 |
| 11.5 | 25 janvier 2019   | 978-4-391-15278-4 |
| 12   | 26 avril 2019     | 978-4-391-15291-3 |
| 13   | 30 août 2019      | 978-4-391-15292-0 |
| 14   | 7 janvier 2020    | 978-4-391-15293-7 |
| 15   | 22 mai 2020       | 978-4-391-15438-2 |
| 16   | 25 septembre 2020 | 978-4-39-115437-5 |
| 17   | 16 avril 2021     | 978-4-391-15436-8 |
| 18   | 25 décembre 2021  | 978-4-391-15701-7 |
| 19   | 7 octobre 2022    | 978-4-391-15785-7 |
| 20   | 4 août 2023       | 978-4-391-15978-3 |
| 20.5 | 30 avril 2024     | 978-4-391-16208-0 |
| 21   | 7 février 2025    | 978-4-391-16328-5 |

## Manga
Une adaptation en manga illustrée par Sergei a commencé à être publiée en ligne sur le site de Shufu to Seikatsu Sha (ja), PASH! Comic le 28 mars 2018. La série est rassemblée à ce jour en treize volumes tankōbon. Le manga est édité en France par Meian depuis le 21 mai 2021. La version française comporte dix tomes à ce jour.

### Liste des tomes
| no | Japonais          | Japonais          | Français          | Français          |
| no | Date de sortie    | ISBN              | Date de sortie    | ISBN              |
| -- | ----------------- | ----------------- | ----------------- | ----------------- |
| 1  | 27 juillet 2018   | 978-4-391-15218-0 | 21 mai 2021       | 978-2-38275-128-2 |
| 2  | 22 février 2019   | 978-4-391-15289-0 | 21 mai 2021       | 978-2-38275-129-9 |
| 3  | 30 août 2019      | 978-4-391-15290-6 | 10 août 2021      | 978-2-38275-130-5 |
| 4  | 27 mars 2020      | 978-4-391-15435-1 | 1er décembre 2021 | 978-2-38275-131-2 |
| 5  | 25 septembre 2020 | 978-4-391-15434-4 | 30 mars 2022      | 978-2-38275-132-9 |
| 6  | 7 mai 2021        | 978-4-391-15611-9 | 18 novembre 2022  | 978-2-38275-133-6 |
| 7  | 5 novembre 2021   | 978-4-391-15613-3 | 28 juillet 2023   | 978-2-38503-048-3 |
| 8  | 17 juin 2022      | 978-4-391-15776-5 | 30 novembre 2023  | 978-2-38503-049-0 |
| 9  | 4 novembre 2022   | 978-4-391-15892-2 | 19 avril 2024     | 978-2-38503-050-6 |
| 10 | 2 mai 2023        | 978-4-391-15979-0 | 26 juin 2024      | 978-2-38503-051-3 |
| 11 | 1er décembre 2023 | 978-4-391-16131-1 | —                 |                   |
| 12 | 2 août 2024       | 978-4-391-16329-2 | —                 |                   |
| 13 | 6 juin 2025       | 978-4-391-16474-9 | —                 |                   |

## Manga dérivé
Un manga dérivé de l'œuvre originale écrit par le même auteur et illustré par Yukinori Satō, se nommant Kuma Kuma Kuma Beā 〜 Kyō mo Kuma Kuma Biyori 〜 (くまクマ熊ベアー ～今日もくまクマ日和～) est prépubliée sur le site PASH UP! depuis le 16 septembre 2020. Il est à ce jour rassemblé en un volumes tankōbon.

### Liste des tomes
| no | Japonais         | Japonais          |
| no | Date de sortie   | ISBN              |
| -- | ---------------- | ----------------- |
| 1  | 7 mai 2021       | 978-4-391-15610-2 |
| 2  | 2 septembre 2022 | 978-4-39-115774-1 |

## Anime
En janvier 2020, une adaptation en une série télévisée animée a été annoncée dans le quatorzième light novel de la série.
La série est animée par le studio d'animation EMT Squared et elle est réalisée par Yuu Nobuta et Hisashii Ishii, avec Takashi Aoshima en tant que scénariste, Yuki Nakano concevant les personnages, et Shigeo Komori composant la musique de la série.
La série a été diffusée du 7 octobre 2020 au 24 décembre 2020 sur AT-X, Tokyo MX, BS11, SUN et KBS.
Azumi Waki a interprété le générique d'ouverture Itsuka no Kioku (イツカノキオク), tandis que Maki Kawase a interprété le générique de fin Ano ne. (あのね。).
La série est disponible en France sur Wakanim et sur Crunchyroll,. La série comporte 12 épisodes.
Une seconde saison est annoncée le 23 décembre 2020 à l'occasion de la sortie du dernier épisode de la première saison. L'équipe qui travaille sur cette saison est la même que celle de la première saison. La série est intitulée Kuma Kuma Kuma Bear - Punch! et est diffusée entre le 3 avril et le 19 juin 2023. Azumi Waki interprète la chanson-thème d'ouverture Kimi to no Mirai (キミトノミライ) et Maki Kawase interprète la chanson-thème de fin Zutto (ずっと),.

### Liste des épisodes

#### Saison 1
| No | Titre français                       | Titre japonais             | Titre japonais               | Date de 1re diffusion |
| No | Titre français                       | Kanji                      | Rōmaji                       | Date de 1re diffusion |
| -- | ------------------------------------ | -------------------------- | ---------------------------- | --------------------- |
| 1  | Mlle Ourse entre en scène            | クマさん、登場             | Kumasan, Tōjō                | 7 octobre 2020        |
| 2  | Mlle Ourse rencontre une jeune fille | クマさん、少女と出会う     | Kumasan, Shōjo to Deau       | 14 octobre 2020       |
| 3  | Mlle Ourse se déchaîne               | クマさん、大暴れする       | Kumasan, Dai Abare Suru      | 21 octobre 2020       |
| 4  | Mlle Ourse rencontre un seigneur     | クマさん、領主に会う       | Kumasan, Ryōshu ni au        | 28 octobre 2020       |
| 5  | Mlle Ourse élève une poule (?)       | クマさん、鶏（？）を育てる | Kumasan, Tori (?) o Sodateru | 5 novembre 2020       |
| 6  | Mlle Ourse veille sur les sœurs      | クマさん、姉妹を見守る     | Kumasan, Shimai o Mimamoru   | 12 novembre 2020      |
| 7  | Mlle Ourse va à la capitale          | クマさん、王都に行く       | Kumasan, Ōto ni Iku          | 19 novembre 2020      |
| 8  | Mlle Ourse domine                    | クマさん、無双する         | Kumasan, musō suru           | 26 novembre 2020      |
| 9  | Mlle Ourse ouvre un commerce         | クマさん、お店を開く       | Kumasan, o Mise o Hiraku     | 3 décembre 2020       |
| 10 | Mlle Ourse va à la mer               | クマさん、海へ行く         | Kumasan, Umi e Iku           | 10 décembre 2020      |
| 11 | Mlle Ourse affronte une seiche (?)   | クマさん、烏賊（？）と戦う | Kumasan, Ika (?) To tatakau  | 17 décembre 2020      |
| 12 | Mlle Ourse et Fina                   | クマさんとフィナ           | Kumasan to Fina              | 24 décembre 2020      |

#### Saison 2
| No | Titre français                            | Titre japonais             | Titre japonais                | Date de 1re diffusion |
| No | Titre français                            | Kanji                      | Rōmaji                        | Date de 1re diffusion |
| -- | ----------------------------------------- | -------------------------- | ----------------------------- | --------------------- |
| 1  | Mlle Ourse est de retour                  | 帰ってきたクマさん         | Kaettekita Kuma-san           | 3 avril 2023          |
| 2  | Mlle Ourse surveille les élèves           | クマさん、学生を見守る     | Kuma-san, gakusei o mimamoru  | 10 avril 2023         |
| 3  | Mlle Ourse est pleine de surprises        | クマさん、驚かせる         | Kuma-san, odorokaseru         | 17 avril 2023         |
| 4  | Mlle Ourse guide la jeune fille           | クマさん、少女を導く       | Kuma-san, shōjo o michibiku   | 24 avril 2023         |
| 5  | Mlle Ourse cherche du mithril             | クマさん、ミスリルを求めて | Kuma-san, misuriru o motomete | 1er mai 2023          |
| 6  | Mlle Ourse devient une héroïne (?)        | クマさん、勇者（？）になる | Kuma-san, yūsha (?) ni naru   | 8 mai 2023            |
| 7  | Mlle Ourse se fait réprimander            | クマさん、叱られる         | Kuma-san, shikarareru         | 15 mai 2023           |
| 8  | Mlle Ourse apprend les secrets du thé     | クマさん、紅茶を学ぶ       | Kuma-san, kōcha o manabu      | 22 mai 2023           |
| 9  | Mlle Ourse en apprend plus sur les nobles | クマさん、貴族を知る       | Kuma-san, kizoku o shiru      | 29 mai 2023           |
| 10 | Mlle Ourse se motive à fond               | クマさん、やる気になる     | Kuma-san, yaruki ni naru      | 5 juin 2023           |
| 11 | Mlle Ourse jette son costume              | クマさん、クマを脱ぐ       | Kuma-san, kuma o nugu         | 12 juin 2023          |
| 12 | L’histoire de Mlle Ourse                  | クマさんのものがたり       | Kuma-san no monogatari        | 19 juin 2023          |

### Annotations
1. ↑  Les titres français de l'adaptation en anime proviennent de Wakanim.
2. ↑  Les titres français de l'adaptation en anime proviennent de Crunchyroll.

### Édition japonaise

#### Kuma Kuma Kuma Bear Light Novel
1. 1 2  (ja) « くまクマ熊ベアー (1) », sur shufu.co.jp (consulté le 31 octobre 2020).
2. 1 2  (ja) « くまクマ熊ベアー (2) », sur shufu.co.jp (consulté le 31 octobre 2020).
3. 1 2  (ja) « くまクマ熊ベアー (3) », sur shufu.co.jp (consulté le 31 octobre 2020).
4. 1 2  (ja) « くまクマ熊ベアー (4) », sur shufu.co.jp (consulté le 31 octobre 2020).
5. 1 2  (ja) « くまクマ熊ベアー (5) », sur shufu.co.jp (consulté le 31 octobre 2020).
6. 1 2  (ja) « くまクマ熊ベアー (6) », sur shufu.co.jp (consulté le 31 octobre 2020).
7. 1 2  (ja) « くまクマ熊ベアー (7) », sur shufu.co.jp (consulté le 31 octobre 2020).
8. 1 2  (ja) « くまクマ熊ベアー (8) », sur shufu.co.jp (consulté le 31 octobre 2020).
9. 1 2  (ja) « くまクマ熊ベアー (9) », sur shufu.co.jp (consulté le 31 octobre 2020).
10. 1 2  (ja) « くまクマ熊ベアー (10) », sur shufu.co.jp (consulté le 31 octobre 2020).
11. 1 2  (ja) « くまクマ熊ベアー (11) », sur shufu.co.jp (consulté le 31 octobre 2020).
12. 1 2  (ja) « くまクマ熊ベアー (11.5) », sur shufu.co.jp (consulté le 31 octobre 2020).
13. 1 2  (ja) « くまクマ熊ベアー (12) », sur shufu.co.jp (consulté le 31 octobre 2020).
14. 1 2  (ja) « くまクマ熊ベアー (13) », sur shufu.co.jp (consulté le 31 octobre 2020).
15. 1 2  (ja) « くまクマ熊ベアー (14) », sur shufu.co.jp (consulté le 31 octobre 2020).
16. 1 2  (ja) « くまクマ熊ベアー (15) », sur shufu.co.jp (consulté le 31 octobre 2020).
17. 1 2  (ja) « くまクマ熊ベアー (16) », sur shufu.co.jp (consulté le 31 octobre 2020).
18. 1 2  (ja) « くまクマ熊ベアー (17) », sur shufu.co.jp (consulté le 22 mai 2021).
19. 1 2  (ja) « くまクマ熊ベアー (18) », sur shufu.co.jp (consulté le 2 janvier 2022).
20. 1 2  (ja) « くまクマ熊ベアー (19) », sur shufu.co.jp (consulté le 18 octobre 2022).
21. 1 2  (ja) « くまクマ熊ベアー (20) », sur shufu.co.jp (consulté le 21 août 2023).
22. 1 2  (ja) « くまクマ熊ベアー (20.5) », sur shufu.co.jp (consulté le 24 juin 2024).
23. 1 2  (ja) « くまクマ熊ベアー (21) », sur shufu.co.jp (consulté le 3 mars 2025).

#### Kuma Kuma Kuma Bear Manga
1. 1 2  (ja) « くまクマ熊ベアー 1 », sur shufu.co.jp (consulté le 31 octobre 2020).
2. 1 2  (ja) « くまクマ熊ベアー 2 », sur shufu.co.jp (consulté le 31 octobre 2020).
3. 1 2  (ja) « くまクマ熊ベアー 3 », sur shufu.co.jp (consulté le 31 octobre 2020).
4. 1 2  (ja) « くまクマ熊ベアー 4 », sur shufu.co.jp (consulté le 31 octobre 2020).
5. 1 2  (ja) « くまクマ熊ベアー 5 », sur shufu.co.jp (consulté le 31 octobre 2020).
6. 1 2  (ja) « くまクマ熊ベアー 6 », sur shufu.co.jp (consulté le 22 mai 2021).
7. 1 2  (ja) « くまクマ熊ベアー 7 », sur shufu.co.jp (consulté le 2 novembre 2021).
8. 1 2  (ja) « くまクマ熊ベアー ８ », sur shufu.co.jp (consulté le 5 avril 2023).
9. 1 2  (ja) « くまクマ熊ベアー ９ », sur shufu.co.jp (consulté le 5 avril 2023).
10. 1 2  (ja) « くまクマ熊ベアー １０ », sur shufu.co.jp (consulté le 30 avril 2023).
11. 1 2  (ja) « くまクマ熊ベアー １１ », sur shufu.co.jp (consulté le 12 mai 2024).
12. 1 2  (ja) « くまクマ熊ベアー １２ », sur shufu.co.jp (consulté le 25 juillet 2024).
13. 1 2  (ja) « くまクマ熊ベアー １３ », sur shufu.co.jp (consulté le 18 mai 2025).

#### Kuma Kuma Kuma Beā 〜 Kyō mo Kuma Kuma Biyori 〜 Manga
1. 1 2  (ja) « くまクマ熊ベアー ～今日もくまクマ日和～ １ », sur Shufu to Seikatsu Sha (en) (consulté le 2 novembre 2021).
2. 1 2  (ja) « くまクマ熊ベアー ～今日もくまクマ日和～ ２ », sur Shufu to Seikatsu Sha (consulté le 5 avril 2023).

### Édition française

#### Kuma Kuma Kuma Bear Manga
1. 1 2  « Kuma Kuma Kuma Bear - Tome 1 », sur Meian (consulté le 25 juin 2023).
2. 1 2  « Kuma Kuma Kuma Bear - Tome 2 », sur Meian (consulté le 25 juin 2023).
3. 1 2  « Kuma Kuma Kuma Bear - Tome 3 », sur Meian (consulté le 25 juin 2023).
4. 1 2  « Kuma Kuma Kuma Bear - Tome 4 », sur Meian (consulté le 25 juin 2023).
5. 1 2  « Kuma Kuma Kuma Bear - Tome 5 », sur Meian (consulté le 25 juin 2023).
6. 1 2  « Kuma Kuma Kuma Bear - Tome 6 », sur Meian (consulté le 25 juin 2023).
7. 1 2  « Kuma Kuma Kuma Bear - Tome 7 », sur Meian (consulté le 25 juin 2023).
8. 1 2  « Kuma Kuma Kuma Bear - Tome 8 », sur Meian (consulté le 12 mai 2024).
9. 1 2  « Kuma Kuma Kuma Bear - Tome 9 », sur Meian (consulté le 12 mai 2024).
10. 1 2  « Kuma Kuma Kuma Bear - Tome 10 », sur Meian (consulté le 25 juillet 2024).